# Concerto per fisarmonica a bassi sciolti
Il Concerto per fisarmonica a bassi sciolti fu scritto da John Serry nel 1964 per il sistema bassi sciolti per fisarmonica solista ed è stato rivisto nel 1966. Una trascrizione per pianoforte solista fu completato nel 1995 e rivisto nel 2002. Scritto in forma di concerto di musica classica, illustra l'ampia gamma di qualità orchestrali della fisarmonica a bassi sciolti e sottolinea l'idoneità dello strumento per le esecuzioni, come un vigoroso strumento solista sul palco di un concerto di musica classica.
I diritti dell'opera sono stati registrati dal compositore come Concerto in do maggiore per Fisarmonica a Bassetti nel 1968 e il lavoro fu dedicato a Julio Giulietti (un importante promotore dello strumento negli Stati Uniti). La composizione è degna di nota, in quanto rappresenta un tentativo da parte di un musicista conosciuto di compiere una composizione classica per uno strumento per il quale relativamente poca musica classica è stata scritta in America durante il XX secolo. (Vedi Uso della Fisarmonica nella musica classica, Generi musicali della Fisarmonica e Lista di composizioni classiche influenzate dal jazz)
La composizione fu eseguita in anteprima da uno studente del compositore (Joseph Nappi) durante il Concorso del Campionato Statunitense dell'Associazione Americana dei Fisarmonicisti a Long Island, New York nel 1964. Tra i membri ufficiali della giuria che hanno esaminato la composizione c'era il fisarmonicista Charles Magnante - un membro fondatore Dell'Associazione degli Accordionisti Americani. La composizione è stata successivamente trascritta per pianoforte solista nel 1995 dal compositore e poi rivista nel 2002. È scritto nella versione pianistica riveduta in seguito. Copie dello spartito sono state donate a beneficio di ricercatori e studenti presso la Biblioteca Musicale Sibley della Eastman School of Music per scopi archivistici all'interno del Dipartimento Speciale di Ruth T. Watanabe.

## Analisi del Concerto
La composizione è scritta nella tradizionale forma di concerto in tre movimenti, ma senza l'insieme orchestrale. Era intento del compositore di illustrare le grandi tonalità orchestrali e la flessibilità armonica dello strumento a bassi sciolti, dimostrando il suo potenziale sia come strumento solista, sia come un'entità orchestrale. In questo senso, il compositore assegnò le voci normalmente riservate all'orchestra al solista di fisarmonica insieme ai tradizionali passaggi da virtuoso solista. La composizione risultante non è ortodossa nella sua struttura ma fornisce al solista virtuoso un'opportunità di dare piena espressione alla gamma completa di impostazioni armoniche delle ance che arrivano dagli acuti dei flauti, attraverso la gamma dell'oboe, fino nelle impostazioni del clarinetto e, infine, nella gamma del violino e del violoncello. Questa vasta gamma di armoniche orchestrali è artisticamente espressa per uno strumento solista in tutta la composizione (vedi Fisarmonica).
I primi due movimenti sono accoppiati in un unico segmento senza soluzione di continuità. Sono musicati in un tempo di 2/4 e 4/4 in chiave di do maggiore, segnati come Allegro non troppo. Anche il Finale è scritto in do maggiore in 4/4 e 3/4 ed è contrassegnato con il tempo Moderato con moto.

### Primo e Secondo Movimento
I primi due movimenti del lavoro sono accoppiati insieme in tonalità di do maggiore col tempo di 2/4 e 3/4, annotati  Allegro non troppo. Si aprono con un glissando che si estende su due ottave nel registro acuto, che culmina nella dichiarazione del tema principale incentrato su due strutture di accordi percussivi. Ciò porta ad una serie di arpeggi ritmici nella chiave di re bemolle minore, seguiti da una serie di gruppi di note discendenti in sedicesima, che rispecchiano il tema principale. Il tema viene successivamente ripetuto nella chiave di re diesis e, infine, progredisce nella chiave di fa bemolle. Il motivo tematico presto scende nella voce del basso, dove annuncia un arpeggio nella voce acuta.
Lo sviluppo del tema si svolge ora in 4/4. La chiave cromatica cambia dal do maggiore attraverso il sol minore fino al re minore, torna nuovamente nella chiave di do maggiore e ritorna a 2/4. Il tema è ricapitolato in sol maggiore e sviluppato come un scherzo annotato come Legato e dulce. Una ripetizione dei penetranti percussivi accordi del tema principale sfocia subito dopo nella voce di violino. Questo culmina in un arpeggio ed in un ritorno al tempo di 4/4.
Un'altra serie di glissando nella voce di violino introduce in una breve cadenza. Questa anticipa un altro arpeggio che porta i due movimenti ad una conclusione percussiva.

### Finale
Il Finale è segnato in chiave di do maggiore nel tempo di 4/4 e 3/4 e viene annotato con Moderato con moto. Un tema principale ritmato è espresso mezzo forte nella voce acuta attraverso una serie di sedici note che portano a un scherzo che è espresso in ottave. Una serie di modulazioni di chiave espresse attraverso note acsendenti in sedicesima dal do maggiore al mi maggiore, nella chiave di si bemolle, porta infine l'ascoltatore al do maggiore. Questo è sostenuto dal moto contrario nella voce del basso. Una ricapitolazione dello sviluppo con segnature di un movimentato crescendo aumenta le tensioni che caratterizzano questo movimento.
Il culmine è raggiunto sotto forma di glissando nella voce degli acuti che annuncia un nuovo arpeggio. Una serie di triplette accentate nelle chiavi in minore annotate con uno strepitoso, costituisce la base per una transizione in do maggiore e la conclusione del lavoro.

## Archivio
- The John J. Serry Sr. Collection: Copie dello spartito sono state donate a beneficio di ricercatori e studenti presso la Biblioteca Musicale Sibley della Eastman School of Music per scopi archivistici all'interno del Dipartimento Speciale di Ruth T. Watanabe.[6][7][8][9]
- The United States Library of Congress Copyright Office: Una copia dello spartito è stata depositata presso l'Ufficio del Copyright della Library of Congress dal compositore nel 1968[10] e una copia rivista della partitura fu successivamente archiviata presso l'Ufficio del Copyright della Library of Congress nel 2007, dopo la morte del compositore da parte della sua famiglia.[11]